# Liste der Biografien/Jug
Liste der Biografien |
Portal Biografien |
Personensuche
# |
A |
B |
C |
D |
E |
F |
G |
H |
I |
J |
K |
L |
M |
N |
O |
P |
Q |
R |
S |
T |
U |
V |
W |
X |
Y |
Z |
?
 
Ja |
Jb |
Jd |
Je |
Jh |
Ji |
Jj |
Jl |
Jn |
Jm |
Jo |
Jp |
Jr |
Js |
Jt |
Ju |
Jv |
Jw |
Jy
 
Jua |
Jub |
Juc |
Jud |
Jue |
Juf |
Jug |
Juh |
Jui |
Juj |
Juk |
Jul |
Jum |
Jun |
Juo |
Jup |
Jur |
Jus |
Jut |
Juu |
Juv |
Juw |
Jux |
Juy |
Juz
Die Liste der Biografien führt alle Personen auf, die in der deutschsprachigen Wikipedia einen Artikel haben. Dieses ist eine Teilliste mit 42 Einträgen von Personen, deren Namen mit den Buchstaben „Jug“ beginnt.

## Jug
- Jug, Ažbe (* 1992), slowenischer Fußballspieler
- Jug, Karl (1939–2023), deutscher Theoretischer Chemiker
- Jug, Matej (* 1980), slowenischer Fußballschiedsrichter
- Jug, Tom (* 1970), slowenischer Eishockeyspieler

### Juga
- Jugan, Jeanne (1792–1879), französische Ordensgründerin und Heilige der römisch-katholischen Kirche
- Jugandi, Eve (* 1981), estnische Badmintonspielerin

### Juge
- Juge, Jean (1908–1978), Schweizer Physiker, Alpinist, UIAA-Präsident
- Jugel, Albert (* 1948), deutscher Kybernetiker und Manager
- Jügel, Carl Christian (1783–1869), deutscher Buchhändler
- Jugel, Egon (1923–1990), deutscher Fußballspieler
- Jügel, Friedrich (1772–1833), deutscher Kupferstecher, Grafiker und Illustrator
- Jugel, Hans-Peter (* 1964), deutscher Diplomat
- Jügel, Henriette (1778–1850), deutsche Landschafts- und Porträtmalerin
- Jugel, Johann Gottfried (1707–1786), deutscher Markscheider, Guardein, Alchemist und Schriftsteller
- Jugel, Thomas (* 1957), deutscher Konteradmiral der Deutschen Marine und Amtschef des Planungsamts der Bundeswehr
- Jügelt, Karl-Heinz (1934–2023), deutscher Bibliothekar und Hochschullehrer
- Jugelt, Tobias (* 1975), deutscher Schachspieler
- Jügert, Franz († 1592), deutscher Kaufmann und Oberalter
- Jügert, Franz (1563–1638), deutscher Jurist, Syndikus und kurpfälzischer Assessor am Reichskammergericht
- Jugert, Rudolf (1907–1979), deutscher Filmregisseur

### Jugi
- Jugić-Salkić, Mervana (* 1980), bosnische Tennisspielerin
- Jugis, Peter Joseph (* 1957), US-amerikanischer römisch-katholischer Geistlicher, emeritierter Bischof von Charlotte

### Jugk
- Jugkrit Siriwattanasart, thailändischer Fußballtrainer

### Jugl
- Jugl-Jennewein, Hertha (1920–1997), österreichische Malerin und Journalistin
- Juglar, Clément (1819–1905), französischer Konjunkturforscher
- Jugler, August (1833–1888), deutscher Jurist und Heimatforscher
- Jugler, Ferdinand (1830–1910), deutscher Amtmann, Redakteur
- Jugler, Friedrich Ludwig Christian (1792–1871), deutscher Oberbergrat
- Jugler, Johann Friedrich (1714–1791), deutscher Rechtshistoriker
- Jugler, Johann Heinrich (1758–1812), deutscher Arzt
- Jügler, Matthias (* 1984), deutscher Schriftsteller
- Jügler, Richard (* 1889), deutscher Journalist

### Jugn
- Jugnauth, Anerood (1930–2021), mauritischer Politiker, Präsident von Mauritius
- Jugnauth, Pravind (* 1961), mauritischer Politiker
- Jugnot, Gérard (* 1951), französischer Schauspieler, Regisseur und Drehbuchautor

### Jugo
- Jugo, Jenny (1904–2001), österreichische Schauspielerin
- Jugold, Paul (1872–1936), deutscher Parlamentarier im Fürstentum Reuß älterer Linie
- Jugold, Werner (1925–1989), deutscher Fußballspieler (DDR)
- Jugović, Vladimir (* 1969), serbischer Fußballspieler
- Jugoviz, Rudolf (1868–1932), österreichischer Forstmann
- Jugow, Anton (1904–1991), bulgarischer Politiker und Minister-, Parlaments- und Staatspräsident

### Jugu
- Jugurtha († 104 v. Chr.), König von NumidienJugurtha († 104 v. Chr.)

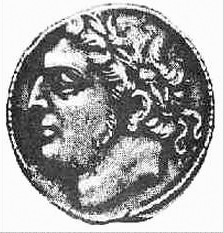
Jugurtha († 104 v. Chr.)